# 中德文區
中德文區（英語：Mid Devon District），英國英格蘭西南區域德文郡的一個非都市區（地方第二級區政府），區理事會所在地位於蒂弗頓。
中德文區原名稱為蒂弗頓區，在1974年根據地方法，合併蒂弗頓市區與周邊農村地區建成，在1978年被重新命名為中德文區。

## 城鎮與景點

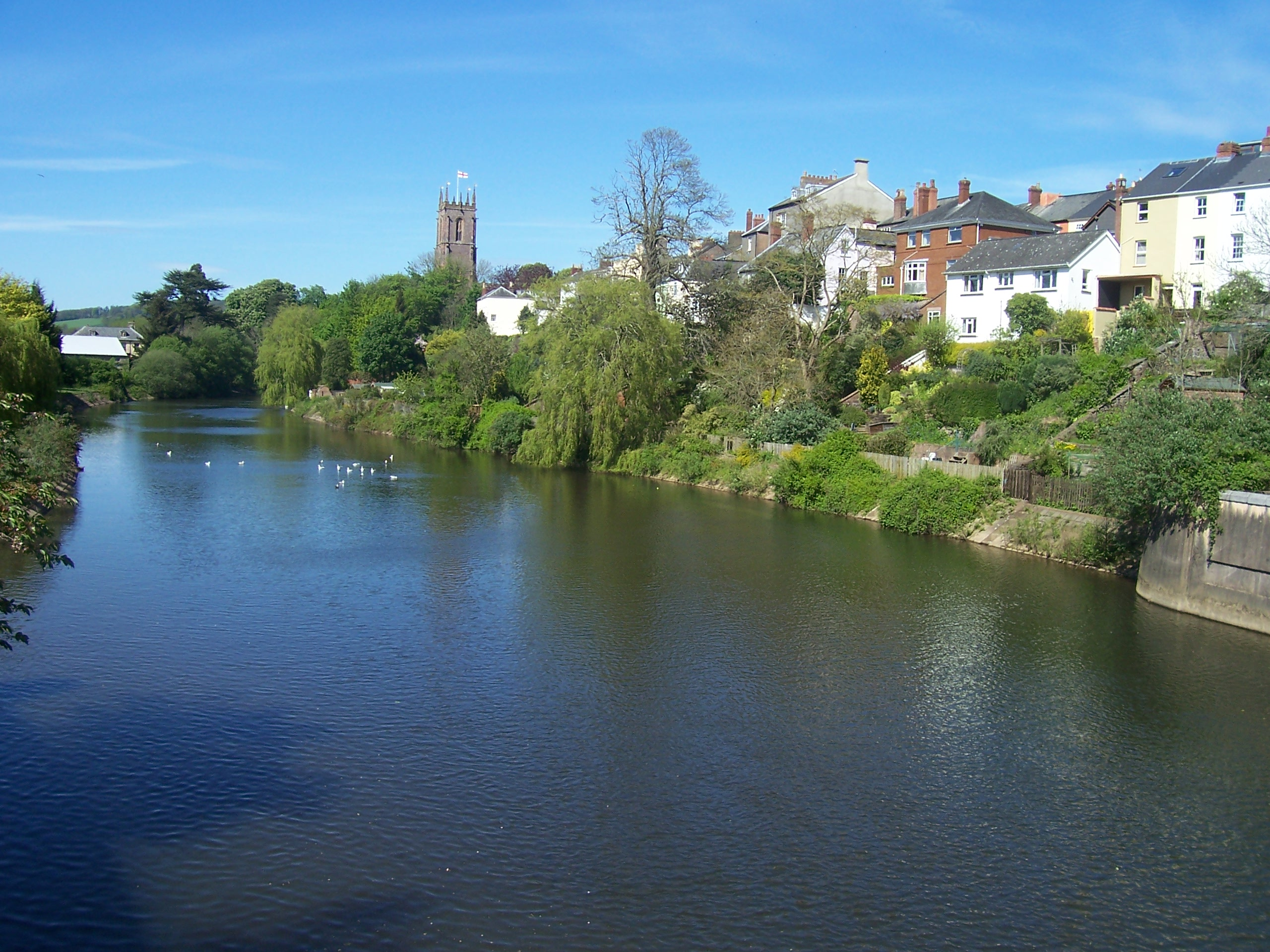
蒂弗頓鎮在2001年有人口18,621人。圖中一座落在河岸邊的聖彼得教堂